# Tbilisi Cup 2014
La Tbilisi Cup 2014 (in inglese: 2014 IRB Tbilisi Cup) fu la 2ª edizione della Tbilisi Cup, torneo internazionale di rugby a 15 disputatosi annualmente a Tbilisi, capitale della Georgia, tra la Nazionale locale e tre squadre invitate.
All'edizione 2014 presero parte le seconde selezioni di Argentina e Italia e la Nazionale maggiore della Spagna, tutte e tre all'esordio nella competizione.
Il torneo si tenne dal 14 al 22 giugno con la formula del girone unico e vide la vittoria dell'Argentina Jaguares che si aggiudicò il torneo con tre vittorie su tre incontri.
Una giovane Italia Emergenti fu sconfitta dai Jaguares argentini per 45-20 e, dopo un 37-0 inflitto alla Spagna, perse contro la Georgia per 10-34 e finì al terzo posto.
Delle tre invitate, solo l'Italia si presentò all'edizione successiva.

## Squadre partecipanti
- Argentina A (Argentina Jaguares)
- Georgia
- Italia Emergenti
- Spagna

## Risultati

### 1ª giornata
| Arbitro: | Andrew McMeneny |

|                                            |      |                 |
| 22’ Mtchedlidze 33’ Mamukashvili 38’ Todua | mt   | 30’ Newton      |
| 33’ Tsiklauri                              | tr   | 30’ Snee        |
| 16’, 80’ Tsiklauri                         | c.p. | 53’, 75’ García |

| Arbitro: | Dudley Phillips |

|                         |      |                                                                     |
| 25’ Ragusi 78’ Visentin | mt   | 42’ Brex 46’ Poet 54’, 80’ tecnica 63’ Moyano 68’ Gutiérrez Taboada |
| 25’ Padovani 78’ Violi  | tr   | 42’, 46’, 54’ Socino                                                |
| 16’, 42’ Padovani       | c.p. | 20’, 28’, 38’ Socino                                                |

### 2ª giornata
| Arbitro: | Luke Pearce |

|                                      |      |                                        |
| 18’ Zhvania                          | mt   | 71’ Moyano                             |
| 18’ Malaghuradze                     | tr   |                                        |
| 13’, 28’ Malaghuradze 57’ Sharikadze | c.p. | 4’, 9’, 24’, 44’, 50’, 55’, 67’ Socino |

| Arbitro: | Andrew McMenemy |

|                                                              |      |  |
| 20’ Gerosa 26’ Visentin 39’ Castello 51’ Andreotti 76’ Canna | mt   |  |
| 20’, 39’ Padovani 76’ Ambrosini                              | tr   |  |
| 15’ Padovani 63’ Violi                                       | c.p. |  |

### 3ª giornata
| Arbitro: | Dudley Phillips |

|                                            |      |                 |
| 29’ Zhvania 48’, 55’ tecnica 60’ Giorgadze | mt   | 67’ Cicchinelli |
| 29’, 48’, 55’, 60’ Malaghuradze            | tr   | 67’ Ambrosini   |
| 13’ Malaghuradze                           | c.p. | 56’ Ambrosini   |
| 19’ Tsiklauri                              | drop |                 |

| Arbitro: | Luke Pearce |

|                                                        |      |            |
| 15’ Barrea 26’ Bollini 30’ Isaack 42’ Ahualli 72’ Poet | mt   | 50’ Blanco |
| 15’, 26’, 30’, 42’, 72’ Poet                           | tr   | 50’ García |
| 8’, 13’ Poet                                           | c.p. |            |

### Classifica
|  | Squadra          | G | V | N | P | P+  | P−  | P±  | B | PT |
|  | ---------------- | - | - | - | - | --- | --- | --- | - | -- |
|  | Argentina A      | 3 | 3 | 0 | 0 | 112 | 43  | +69 | 0 | 13 |
|  | Georgia          | 3 | 2 | 0 | 1 | 73  | 49  | +24 | 1 | 9  |
|  | Italia Emergenti | 3 | 1 | 0 | 2 | 67  | 79  | –12 | 0 | 4  |
|  | Spagna           | 3 | 0 | 0 | 3 | 20  | 101 | –81 | 0 | 0  |